# 南京梧桐树事件
南京梧桐树事件起源于2011年2月底，南京市政府为建设南京地铁3号线以及10号线，计划将南京市主城区内许多于上世纪中期栽种的英桐（二球悬铃木）等树木移栽。其行为造成了部分南京市民的强烈不满，他们发起活动要求保护南京市内的行道树。因为悬铃木被大部分人误称为“梧桐”，许多媒体也将该事件称为“梧桐树事件”。

## 历史背景

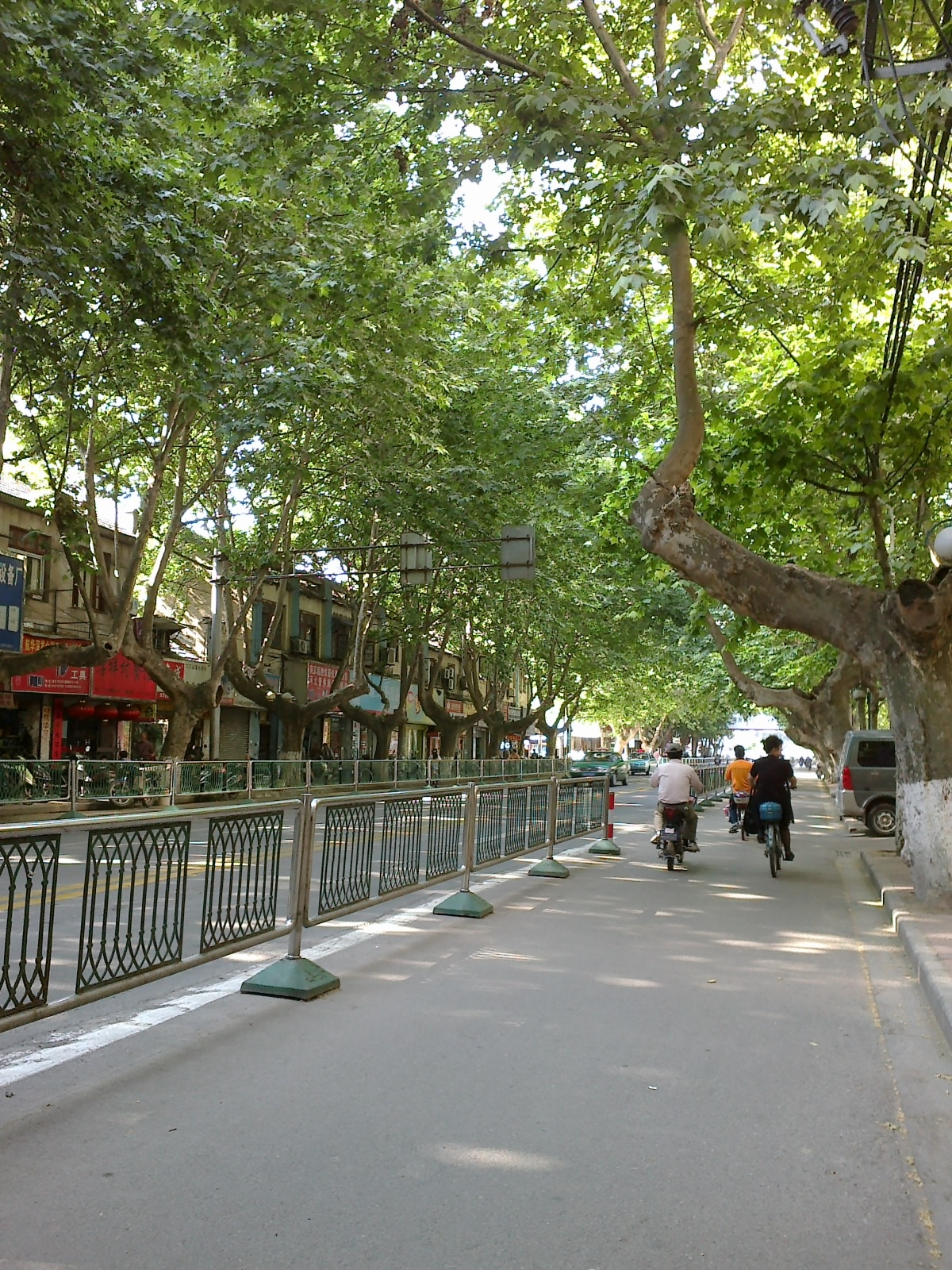
太平南路街景，未被修剪的英桐，摄于2011年5月28日

### 行道树栽种
1928年，为迎接孙中山奉安大典，当时的中国首都南京在灵榇经过的中山码头、中山北路、中山路、中山东路、陵园路，以及中央路、中山南路沿途栽种了2万棵悬铃木（后被今天的南京市民习惯称为“法国梧桐”）。此后，梧桐作为主要的行道树种，屹立在南京近百分之八十的主街道边，成为这个城市最明显的环境特征之一。
1953年，南京市人民政府掀起“种植热潮”，当时南京市内的悬铃木达到了约10万株。但自1990年代起，由于道路拓宽等工程，南京市内的悬铃木或遭砍伐或被移走，其中种植于民国时期的2万棵悬铃木只剩下了3,000棵左右。

### 地铁建设
在2006年建设南京地铁2号线（于2010年竣工）期间，按照南京市有关领导要求，地铁部门曾多次召集专家对方案进行咨询论证因施工需要而移栽行道树的问题。最初工程计划移栽树木1065棵，后来对具体车站的设计和施工方案进行了数次修改，以避开大树，最终迁移190棵，为此工程投资增加了5,000万元。据报道，当时南京市园林局曾承诺“190棵迁走的大树确保不死一棵”。 然而，记者朱福林在南京晨报上的一篇报道揭露了数年前因地铁二号线工程而被移去远郊苗圃的一批几十棵大树的遭遇。 经园林专家蔡剑华研究员认定，移植在万达紫金明珠南侧的这批83棵大树仅有15棵还活着，不到20%的存活率与官方保证的80%（甚至100%）保证形成鲜明的对比。

## 事件

### 移植行道树
2011年，在南京地铁3号线建设中，市政府计划在沿线除市政府站和浮桥站之外的11个站点处移走600多棵树木，其中200多棵是1950年代种植的悬铃木，其余还有樟、臭椿、高杆女贞、栾树等。2011年2月底，南京地铁3号线开始大规模动工。大行宫站附近长江路、太平北路一带有49棵悬铃木被砍去枝干，移植到江宁区麒麟镇某苗圃。

### 民间舆论与政府部门的互动
在发现长江路、太平北路等处的悬铃木遭到锯伐后，部分南京市民开始在网上关注此事，而后市民对这一破坏绿化的行为表示抗议。黄健翔、孟非等社会人物在微博上对该事件表示关注并予以谴责，希望立即停止此类行为。针对南京市民及网络舆论的指责，南京市政府发言人首先表示那些悬铃木是被移植而非砍伐，同时也表示对“民众的误解与愤怒表示理解”，但是发言人并未就根本问题作出回应。
3月14日，中山东路沿线的悬铃木上被人们系上了绿丝带，这是网友自发发起的“绿丝带行动”，在悬铃木上系上绿丝带以抗议被伐。3月15日，中國國民黨立委邱毅在微博中表示“若南京市政府再不停止砍树，他会在国民党中常会提案护树”，事件终于迎来转机。次日，邱毅在国民党中常会中提案，希望透过海协会和海基会，协调南京市悬铃木砍伐事件。。而国台办在17日的新闻发布会中称相信南京市政府会妥善处理此事
3月19日下午，上千南京市民在南京图书馆前集会抗议政府砍伐迁移树木，抗议人群与事先来到现场的警察并未发生大的冲突。
3月20日，南京市副市长陆冰称，地铁三号线的移树工作已全面停止。而政府将公开征集民意，以进一步优化地铁建设方案，事件告一段落。